# Pterulopsis dummeri
Pterulopsis dummeri är en svampart som beskrevs av Wakef. & Hansf. 1943. Pterulopsis dummeri ingår i släktet Pterulopsis, divisionen sporsäcksvampar och riket svampar.   Inga underarter finns listade i Catalogue of Life.